# Ctenoplusia micans
Ctenoplusia micans är en fjärilsart som beskrevs av Claude Dufay 1968. Ctenoplusia micans ingår i släktet Ctenoplusia och familjen nattflyn. Inga underarter finns listade i Catalogue of Life.